# Опел комодор
Опел комодор је аутомобил више средње класе немачког произвођача аутомобила Опела, који се производио у три генерације од 1967. до 1982. године.

## Историјат
Произведене су три генерације (серије) овог аутомобила:
- Комодор А производила се од 1967 до 1971. године.
- Комодор Б се у производњи задржала од 1972. до 1977. године.
- Комодор Ц се производила од 1977. до 1982. године.

### Опел комодор Б (1972–1977)
Опел комодор Б се појавио 1972. године као наследник претходног модела. Заснован је на Опелу рекорд Д. Као и у претходној серији производио се у четири каросеријска облика и пакета опреме. Пакети опреме су: 2500 S, 2500 GS, 2800 GS и 2800 GS/E. Облици каросерије су: модел са купе са двоја и лимузина са четвора врата. Овај аутомобил је покретао мотор снаге од 115 до 160 кс (84.5 до 118 kW).
| Бензински мотор | Бензински мотор | Бензински мотор | Бензински мотор | Бензински мотор   | Бензински мотор | Бензински мотор |
| Тип             | Радна запремина | Снага           | Обртни момент   | Максимална брзина | Убрзање 0-100   |                 |
| --------------- | --------------- | --------------- | --------------- | ----------------- | --------------- | --------------- |
| [ 1 ]           | 2784 cm³        | 104.5 @ 5200    | 216 @ 3400      | 185 km/h              | 10.1 s          |                 |

### Опел комодор Ц (1978–1983)
Опел комодор Ц се појавио 1977. године у исто време када и Опел рекорд Е. Комодор је и у овој генерацији остао већи и луксузнији аутомобил од рекорда, али није постојала купе верзија.
| Бензински мотор | Бензински мотор | Бензински мотор | Бензински мотор | Бензински мотор   | Бензински мотор | Бензински мотор |
| Тип             | Радна запремина | Снага           | Обртни момент   | Максимална брзина | Убрзање 0-100   |                 |
| --------------- | --------------- | --------------- | --------------- | ----------------- | --------------- | --------------- |
| [ 2 ]           | 2490 cm³        | 84.5 @ 5200     | 175.6 @ 3800    | 170 km/h              | 13 s            |                 |